# Météorogramme

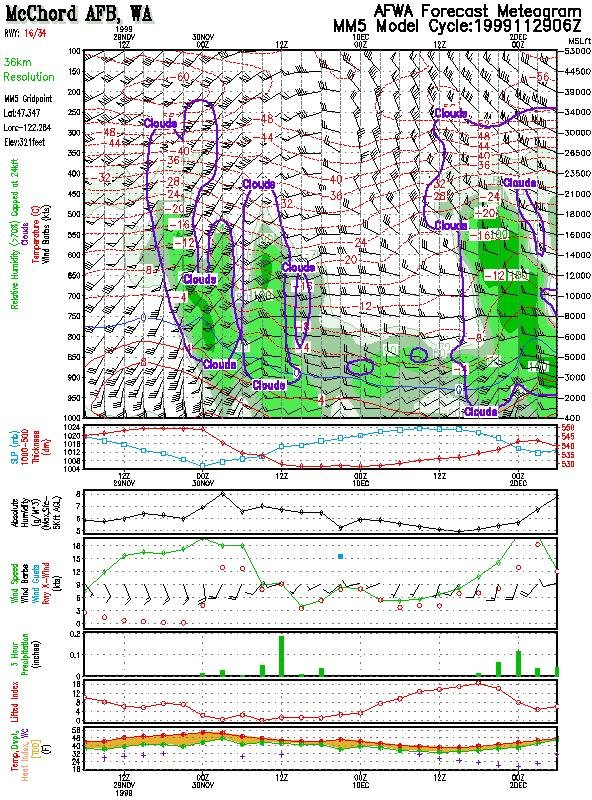
Météogramme du temps prévu pour la base aérien de McChord, dans l’État de Washington, selon le modèle de prévision MM5

Un météorogramme ou météogramme est un diagramme de la variation temporelle d'une ou de plusieurs variables météorologiques. Il peut s'agir de la température, de l'humidité, de la pression atmosphérique, de la direction et de la vitesse des vents, de la quantité de précipitations ou de la couverture nuageuse.
À l'origine, le terme était uniquement utilisé pour le diagramme d'enregistrement d'un météorographe de la variation des conditions atmosphériques à une station météorologique ou lors d'un sondage aérologique. Plus récemment, le terme est également utilisé pour un graphique qui montre l'évolution future de ces mêmes variables selon les résultats de la prévision numérique du temps. Dans ce dernier usage, le graphique peut montrer non seulement la variation temporelle mais également la variation avec l'altitude.

## Histoire
Jean-Henri Lambert (mathématicien et scientifique) et William Playfair (économiste politique) ont utilisé des diagrammes chronologiques au lieu de tableaux pour décrire les données à la fin des années 1700. Au cours des deux siècles suivants, des graphiques en séries chronologiques ont été fréquemment utilisés pour montrer des données, ou des relations de données, pour diverses variables.
L'enregistrement des variables météorologiques au fur et à mesure est simplement une autre application de la série chronologique. Comme exemples on peut citer les tracés du barographe, de l'anémomètre ou au thermographe, et les premiers radiosondages. C'est une extension simple de projeter ces variables dans le futur en utilisant les données des modèles de prévision numérique du temps et de produire le météogramme moderne.
Ainsi, les météogrammes ont évolué pour signifier tout groupe de variables météorologiques représentées graphiquement en fonction du temps, qu’elles soient observées ou prévues, généralement confinées aux variables de surface, bien que certaines incluent des graphiques temps-hauteur. L'utilisation des météogrammes a augmenté dans les années 1990 avec la croissance de la puissance de calcul. Les météogrammes sont maintenant créés à partir de différents modèles et mis à la disposition des prévisionnistes. En outre, les chercheurs et les prévisionnistes opérationnels ont la capacité de créer des météogrammes pour leur utilisation locale sur leurs systèmes informatiques locaux.

## Variantes
En océanographie, les données de salinité, vagues, température, etc., de surface ou en profondeur, peuvent être visualisées de la même manière. Il s'agira alors d'un océanogramme.
Pour l'affichage des données des modèles de prévisions d'ensembles, on parlera d’epsigramme (Ensemble Prediction System). Ceux-ci comprendront, en plus des paramètres prévus, une indication du centile du nombre de membres de l'ensemble qui correspondent à cette prévision et de l'écart type dans la distribution des solutions.